# Кулич'є
Кули́ч'є (рос. Куличье) — селище у складі Троїцького району Алтайського краю, Росія. Входить до складу Заводської сільської ради.

## Населення
Населення — 4 особи (2010; 47 у 2002).
Національний склад (станом на 2002 рік):
- росіяни — 92 %